# Petr Bušek

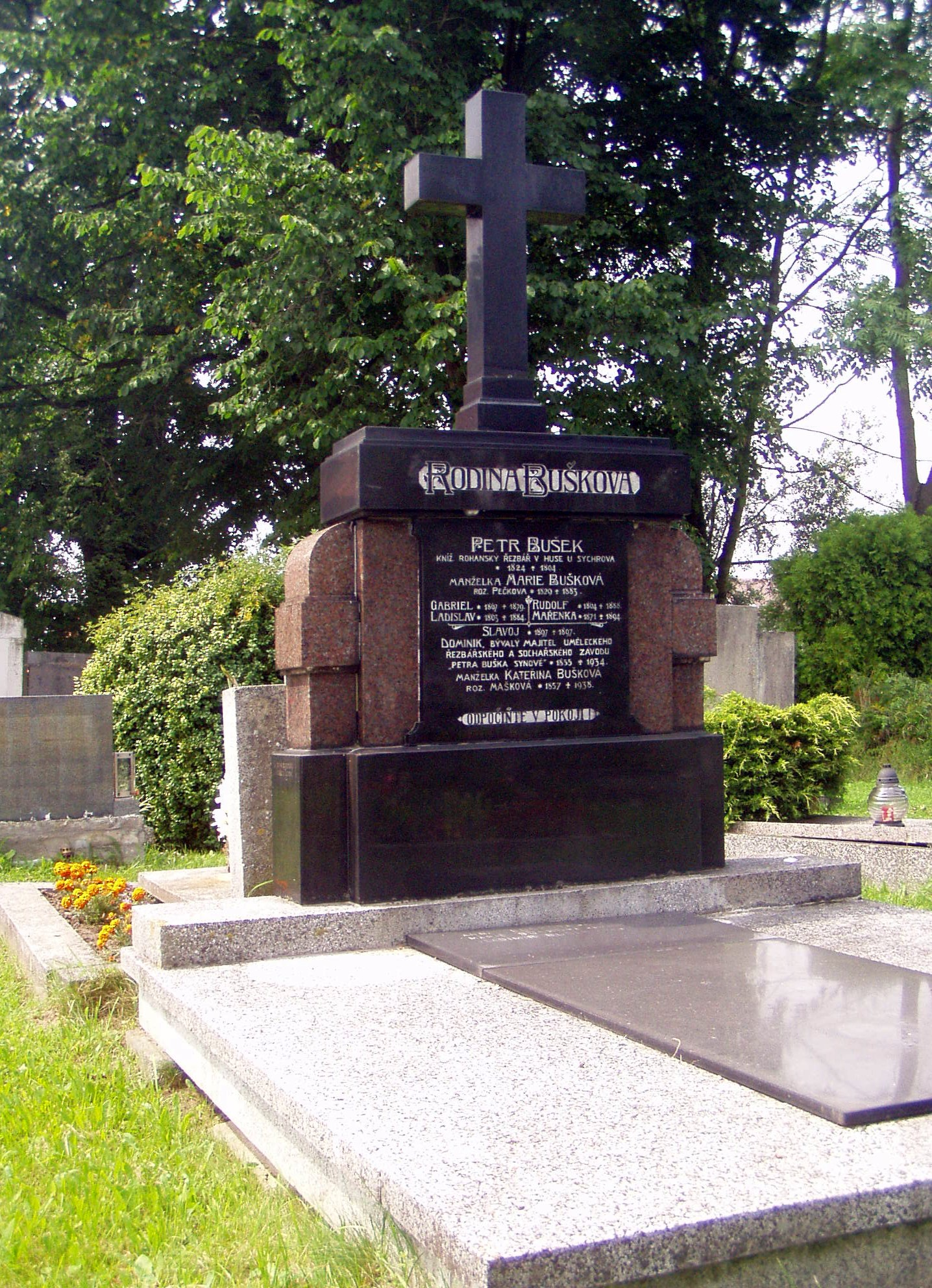
Hrob Petra a Dominika Buška na hřbitově ve Vlastibořicích

Petr Bušek (5. května 1824 Praha – 29. ledna 1894 Husa) byl řezbář, zakladatel řezbářské firmy na Huse z Sychrova známý jako tvůrce dřevořezbářské výzdoby zámku Sychrov z doby novogotické přestavby.

## Život
Učil se u svého otce a na pražské akademii, v roce 1846 si otevřel dílnu na Kampě, v roce 1856 na pozvání knížete Kamila Rohana přesídlil na Husu nedaleko Sychrova, aby zde vytvářel dřevořezby převážně a pouze na výzdobě zámku. Často vycházel z předloh Nashe, Ungewittera, Pugina, které byly užívány často při novogotických přestavbách na jiných panských sídlech, někdy i návrhů rohanského stavitele Josefa Pruvota.
Od 80. let do firmy vstupovali Buškovi synové Dominik a Konstantin (i další synové se učili řezbářství, ale tito zemřeli mladí, resp. Karel dal přednost pod pseudonymem Bohdan Kaminský kariéře básníka). Firma poté změnila název na Petr Bušek a synové, knížecí řezbáři v Sychrově. Po Petrově smrti firma pokračovala pod názvem Petra Buška synové až do první světové války. V době sklonku Petrova života a po jeho smrti se zmenšil počet zakázek přímo ze zámku, takže byly plněny zakázky i na jiných místech, zejména vybavení sakrálních prostor.